# Wheaton (Minnesota)
Wheaton é uma cidade localizada no estado americano de Minnesota, no Condado de Traverse.

## Demografia
Segundo o censo americano de 2000, a sua população era de 1619 habitantes.
Em 2006, foi estimada uma população de 1482, um decréscimo de 137 (-8.5%).

## Geografia
De acordo com o United States Census Bureau tem uma área de
4,6 km², dos quais 4,6 km² cobertos por terra e 0,0 km² cobertos por água.

## Localidades na vizinhança
O diagrama seguinte representa as localidades num raio de 28 km ao redor de Wheaton.